# A Piano: The Collection
A Piano: The Collection är en samlingsbox som släpptes av Tori Amos i samarbete med Rhino Records 26 september 2006. Boxen innehåller 5 skivor med musik som omfattar hela Amos karriär från 1992 till 2006, och innehåller även ett antal tidigare opublicerade låtar. Boxen lanserades med en unik förpackningsdesign i form av ett piano.

## Låtlista
* = tidigare outgiven

### Disc A:Little EarthquakesExtended
1. Leather (Alternate Mix)
2. Precious Things (Alternate Mix)
3. Silent All These Years
4. Upside Down
5. Crucify (Unedited Single Version) *
6. Happy Phantom
7. Me and a Gun
8. Flying Dutchman (Alternate Mix)
9. Girl
10. Winter
11. Take To The Sky (Russia)
12. Tear In Your Hand
13. China
14. Sweet Dreams
15. Mother (Alternate Mix)
16. Little Earthquakes

### Disc B:PinkochPele
1. Cornflake Girl
2. Honey
3. Take Me With You *
4. Baker Baker (Alternate Mix)
5. The Waitress (Alternate Mix)
6. Pretty Good Year
7. God
8. Cloud On My Tongue
9. Past the Mission (Alternate Mix)
10. Bells for Her
11. Yes, Anastasia (Alternate Mix)
12. Blood Roses
13. Mr. Zebra
14. Caught a Lite Sneeze (Alternate Mix)
15. Professional Widow (Merry Widow Version – Live)
16. Beauty Queen / Horses
17. Father Lucifer
18. Marianne

### Disc C:Pele/Venus/Tales
1. Walk To Dublin (Sucker Reprise) *
2. Hey Jupiter (Dakota Version)
3. Professional Widow (Armand’s Star Trunk Funkin’ Mix)
4. Putting The Damage On
5. Bliss (Remixed Version)
6. Suede
7. Glory Of The 80s
8. 1000 Oceans
9. Concertina (Single Remix Version)
10. Lust
11. Datura
12. Sugar (Live from sound check)
13. The Waitress (Live)
14. Snow Cherries from France
15. Doughnut Song (Remixed Version)

### Disc D:Scarlet/Beekeeper/Choirgirl
1. A Sorta Fairytale
2. Not David Bowie *
3. Amber Waves
4. i i e e e (Remixed Version)
5. Playboy Mommy (Remixed Version)
6. The Beekeeper
7. Jackie’s Strength
8. Zero Point *
9. Sweet the Sting
10. Ode To My Clothes *
11. Spark
12. Intro Jam / Marys of the Sea
13. Cruel (Remixed Version)
14. Dolphin Song *
15. Gold Dust

### Disc E:Bonus B-Sides
1. The Pool
2. Never Seen Blue
3. Daisy Dead Petals
4. Beulah Land
5. Sugar
6. Cooling
7. Bachelorette
8. Black Swan
9. Mary (Tales Version)
10. Peeping Tomm *i
11. Toodles Mr. Jim
12. Fire-Eater’s Wife/Beauty Queen (Demo) *
13. Playboy Mommy (Demo) *
14. A Sorta Fairytale (Demo) *
15. This Old Man
16. Purple People
17. Here. In My Head
18. Hungarian Wedding Song
19. Merman
20. Sister Janet
21. Home On The Range
22. Frog On My Toe